# おかしの家
『おかしの家』（おかしのいえ）は、2015年10月21日から12月23日まで毎週水曜日23:53 - 翌0:23に、TBS系「テッペン!水曜日・水ドラ!!」枠で放送されていた日本のテレビドラマである。主演はオダギリジョー。

## 企画・制作
本作品は、TBSの新設ドラマ枠である「水ドラ!!」のシリーズ第1作である。東京都の下町にある駄菓子屋「さくらや」を舞台に、祖母・明子が運営しながら経営状態が思わしくない状況の中で、孫の太郎がそれを守ろうと奮闘する姿、さらにその周辺に住む人々の人間模様を描いた物語である。

## 出演
〈 〉内は設定年齢。

### 主要人物
桜井 太郎〈33〉
演 - オダギリジョー
木村 礼子〈33〉
演 - 尾野真千子
桜井 明子〈83〉
演 - 八千草薫

### その他
三枝 弘樹〈33〉
演 - 勝地涼
金田 剛〈32〉
演 - 前野朋哉
島崎 明〈54〉
演 - 嶋田久作
木村 春馬〈5〉
演 - 大山蓮斗

### ゲスト

#### 第2話
武田武蔵〈33〉
演 - 藤原竜也
太郎たちの同級生。年収1億円を超えるIT会社社長。

#### 第3話
清美〈33〉
演 - 黒川芽以
太郎たちの同級生。小学生のとき、よく木工用ボンドを食べていた。イジメにあい、太郎と三枝から最もからかわれていた。

#### 第5話
山本麻理恵
演 - 成海璃子
礼子の勤め先の同僚。太郎と過去に何らかの関係を持つ。

#### 第7話
木村芳江
演 ‐ 梅沢昌代
礼子の母。

#### 第9話
川畑和夫
演 - 太賀

## スタッフ
- 原作協力 - 山田タロウ『うちのネコが訴えられました!? - 実録ネコ裁判 -』角川書店 (2006年5月) ISBN 4-04-883952-7
- 演出 - 石井裕也、池田克彦
- 脚本 - 石井裕也、登米裕一
- 音楽 - 渡邊崇
- 主題歌 - RCサクセション「空がまた暗くなる」[2]
- プロデュース - 佐野亜裕美、河添太
- 製作著作 - TBS
- 制作協力 - 角川大映スタジオ

## 受賞
- ギャラクシー賞 2015年12月度月間賞[3]
- 第2回コンフィデンスアワード・ドラマ賞 脚本賞（石井裕也・登米裕一）[4][5]

## 放送日程
| 各話   | 放送日         | サブタイトル                 | 脚本     | 演出     |
| ------ | -------------- | ---------------------------- | -------- | -------- |
| 第1話  | 10月21日       | 恋と恐怖                     | 石井裕也 | 石井裕也 |
| 第2話  | 10月28日       | 意味                         |          |          |
| 第3話  | 11月4日        | 後悔                         |          |          |
| 第4話  | 11月12日（木） | それぞれの痛み、直面する現実 |          |          |
| 第5話  | 11月19日（木） | 愛                           |          |          |
| 第6話  | 11月25日       | 夢                           |          |          |
| 第7話  | 12月2日        | 夢の続き                     |          |          |
| 第8話  | 12月9日        | 覚悟                         |          |          |
| 第9話  | 12月16日       | 戦い                         | 石井裕也 | 石井裕也 |
| 最終回 | 12月23日       | 忘却                         | 石井裕也 | 石井裕也 |

## ネット局と放送時間
| 放送対象地域   | 放送局                | 系列    | 放送期間                       | 放送日時                     | 備考       |
| -------------- | --------------------- | ------- | ------------------------------ | ---------------------------- | ---------- |
| 関東広域圏     | TBSテレビ（TBS）      | TBS系列 | 2015年10月21日 - 12月23日      | 水曜 23:53 - 翌0:23          | 製作局     |
| 北海道         | 北海道放送（HBC）     | TBS系列 | 2015年10月21日 - 12月23日      | 水曜 23:53 - 翌0:23          | 同時ネット |
| 岩手県         | IBC岩手放送（IBC）    | TBS系列 | 2015年10月21日 - 12月23日      | 水曜 23:53 - 翌0:23          | 同時ネット |
| 宮城県         | 東北放送（TBC）       | TBS系列 | 2015年10月21日 - 12月23日      | 水曜 23:53 - 翌0:23          | 同時ネット |
| 福島県         | テレビユー福島（TUF） | TBS系列 | 2015年10月21日 - 12月23日      | 水曜 23:53 - 翌0:23          | 同時ネット |
| 静岡県         | 静岡放送（SBS）       | TBS系列 | 2015年10月21日 - 12月23日      | 水曜 23:53 - 翌0:23          | 同時ネット |
| 中京広域圏     | CBCテレビ（CBC）      | TBS系列 | 2015年10月21日 - 12月23日      | 水曜 23:53 - 翌0:23          | 同時ネット |
| 岡山県・香川県 | 山陽放送（RSK）       | TBS系列 | 2015年10月21日 - 12月23日      | 水曜 23:53 - 翌0:23          | 同時ネット |
| 愛媛県         | あいテレビ（itv）     | TBS系列 | 2015年10月21日 - 12月23日      | 水曜 23:53 - 翌0:23          | 同時ネット |
| 福岡県         | RKB毎日放送（RKB）    | TBS系列 | 2015年10月21日 - 12月23日      | 水曜 23:53 - 翌0:23          | 同時ネット |
| 長崎県         | 長崎放送（NBC）       | TBS系列 | 2015年10月21日 - 12月23日      | 水曜 23:53 - 翌0:23          | 同時ネット |
| 長野県         | 信越放送（SBC）       | TBS系列 | 2015年10月28日 - 12月30日      | 水曜 1:13 - 1:43（火曜深夜） | 遅れネット |
| 山形県         | テレビユー山形（TUY） | TBS系列 | 2015年11月10日 - 2016年1月26日 | 火曜 0:38 - 1:08（月曜深夜） | 遅れネット |
| 山口県         | テレビ山口（tys）     | TBS系列 | 2015年11月20日 - 2016年1月29日 | 金曜 1:28 - 1:58（木曜深夜） | 遅れネット |
| 青森県         | 青森テレビ（ATV）     | TBS系列 | 2016年2月2日 - 4月5日          | 火曜 0:43 - 1:13（月曜深夜） | 遅れネット |
| 鳥取県・島根県 | 山陰放送（BSS）       | TBS系列 | 2016年2月20日 - 4月23日        | 土曜 1:25 - 1:55（金曜深夜） | 遅れネット |
| 近畿広域圏     | 毎日放送（MBS）       | TBS系列 | 2016年3月17日 - 5月19日        | 木曜 1:54 - 2:25（水曜深夜） | 遅れネット |
| 山梨県         | テレビ山梨（UTY）     | TBS系列 | 2016年3月22日 - 5月24日        | 火曜 1:20 - 1:50（月曜深夜） | 遅れネット |
| 高知県         | テレビ高知（KUTV）    | TBS系列 | 2016年4月6日 - 6月15日         | 水曜 23:55 - 翌0:25          | 遅れネット |